# Ga-Segonyana Local Municipality
Ga-Segonyana (englisch Ga-Segonyana Local Municipality) ist eine Lokalgemeinde im Distrikt John Taolo Gaetsewe der südafrikanischen Provinz Nordkap. Der Sitz der Gemeindeverwaltung befindet sich in Kuruman. Bürgermeister ist Neo George Masegela.

## Städte und Orte
| - Bankhara-Bodulong - Batlharos - Ditshoswaneng - Galotholo - Gamopedi - Gantatelang - Garuele - Gasebolao | - Gasehoeba - Gasehubane - Geelboom - Kagung - Kuruman - Lokaleng - Magojaneng - Mapoteng | - Maruping - Mokalamosesane - Mothibistad - Nchweng - Pietbos - Sedibeng - Seoding - Seven Miles | - Thamoyanche - Vergenoeg - Wrenchville |

## Bevölkerung
Im Jahr 2011 hatte die Gemeinde 93.651 Einwohner. Davon waren 87 % schwarz, 7,6 % Coloured und 4,6 % weiß. Gesprochen wurde zu 78,4 % Setswana, zu 12,7 % Afrikaans und zu 2,9 % Englisch. isiNdebele, isiXhosa und isiZulu haben einen Anteil von jeweils etwa 1 %.